# Adamou Moumouni Djermakoye
Moumouni Adamou Djermakoye (12 mei 1939 - Niamey, 14 juni 2009) was een invloedrijk Nigerees politicus voor de "Alliance nigérienne pour la démocratie et le progrès-Zaman Lahiya" (ANDP).
Djermakoye was een afstammeling van de belangrijkste dynastie van de Zama's, de Djermakoy van Dosso. Als jong militair nam hij deel aan de staatsgreep van Seyni Kountché tegen Hamani Diori in 1974. Hij werd onder meer minister van buitenlandse zaken onder het regime van Seyni Kountché en werd vervolgens van 1988 tot 1991 ambassadeur van Niger in de Verenigde Staten. Na de oprichting van de "Alliance nigérienne pour la démocratie et le progrès-Zaman Lahiya" (ANDP), werd hij van 1993 tot 1994 voorzitter van de Nationale Raad van Niger. Hij was kandidaat voor de ANDP bij 4 presidententsverkiezingen sinds 1993. Tot aan zijn overlijden in juni 2009 was hij afgevaardigde in de Nationale Vergadering en voorzitter van het Hooggerechtshof. 